# Caleijão
Caleijão (em crioulo cabo-verdiano escrito em ALUPEC: Kalejon) é uma aldeia na ilha de São Nicolau, em Cabo Verde.

## Clubes desportivos
- Sport Clube Caleijão, hoje uma parte de Futebol Clube Talho